# Braswell
Braswell é uma cidade localizada no estado americano de Geórgia, no Condado de Paulding e Condado de Polk.

## Demografia
Segundo o censo americano de 2000, a sua população era de 80 habitantes.
Em 2006, foi estimada uma população de 125, um aumento de 45 (56.3%).

## Geografia
De acordo com o United States Census Bureau tem uma área de 
7,9 km², dos quais 7,9 km² cobertos por terra e 0,0 km² cobertos por água.

## Localidades na vizinhança
O diagrama seguinte representa as localidades num raio de 24 km ao redor de Braswell. 